# Snowidów
Snowidów (ukr. Сновидів, Snowydiw) – wieś na Ukrainie, w obwodzie tarnopolskim, w rejonie czortkowskim. W 2001 roku liczyła 1897 mieszkańców.

## Historia
W II Rzeczypospolitej miejscowość stanowiła początkowo samodzielną gminę jednostkową. 1 sierpnia 1934 roku w ramach reformy na podstawie ustawy scaleniowej została włączona do zbiorowej gminy wiejskiej Potok Złoty II w powiecie buczackim, w województwie tarnopolskim.
Do 12 listopada 2015 wieś była siedzibą rady wiejskiej.

## Urodzeni
- Mykoła Szłemkewycz – ukraiński filozof.

## Związani z miejscowością
- Bazyli Słobodzian – ukraiński nauczyciel, kierownik miejscowej szkoły powszechnej[4].